# ياب ديفيدز
ياب ديفيدز (بالهولندية: Jaap Davids)‏ (1 ديسمبر 1984 في هولندا - ) هو لاعب كرة قدم هولندي في مركز الدفاع. لعب مع أغوف أبيلدورن ودين بوستش وفيتيسه آرنهم.

## وصلات خارجية
- ياب ديفيدز على موقع قاعدة بيانات كرة القدم.إي يو (الإنجليزية)